# 治疝草属
治疝草属（学名：Herniaria）是石竹科下的一个属，为草本植物。该属共有35种，分布于非洲南部、地中海区至阿富汗。